# 덕성리 이상재
덕성리 이상재는 대한민국 경상북도 포항시 북구 흥해읍 덕성리 594에 있다. 2017년 9월 29일 포항시의 향토문화유산 제2017-04호로 지정되었다.

## 개요
이상재는 입향조인 이준의 묘소를 수호하고 그를 추모하기 위해 건립된 월성이씨 재사로 덕실 소류지로 올라가는 길가에 위치한다. 건물은 정면 4칸 측면 2칸이다. 정면 중앙에는 '이상재' 현판이 있고 좌우측에는 '효우당'과 '우모헌' 현판이 있다.